# Vedat Demir

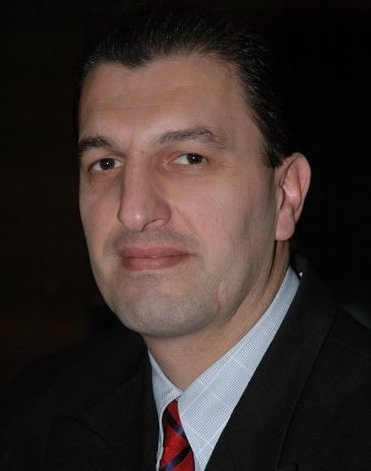
Vedat Demir

Vedat Demir (* 10. April 1966 in Sinop) ist ein türkischer Kommunikationswissenschaftler und Journalist. Er ist Wissenschaftlicher Mitarbeiter an der Freien Universität Berlin. Er war Professor der Abteilung für Public Relations und Publicity an der Universität Istanbul, an der er Kommunikationswissenschaften, Medienethik, Medien und Politikgestaltung (Policy Making) lehrte.

## Leben und akademische Laufbahn
Demir erlangte seinen Bachelor und seinen Master an der Marmara-Universität und erhielt den Doktorgrad an der Universität Istanbul. Von 2011 an war er Professor an der Fakultät für Kommunikationswissenschaft der Universität Istanbul und zwischen 2012 und 2014 Gastprofessor am Ithaca College für Kommunikation und an der Cornell University in Ithaca, New York für Nahoststudien tätig.
Im türkischen Presserat war er von 2002 bis 2003 als Generalsekretär tätig.
Seine Studien konzentrieren sich auf die Rolle der Medien in Demokratien und bei der öffentlichen Meinungsbildung. Als Autor veröffentlichte er Werke in Bezug auf die Medien: "Medya Etiği (Medienethik)" (2006); "Türkiye'de Medya Siyaset İlişkisi (Das Verhältnis zwischen Medien und Politik in der Türkei)" (2007) sowie "Kamu Diplomasisi ve Yumuşak Güç (Public Diplomacy und Soft Power)" im Jahre 2012.

## Säuberungsaktionen in der Türkei
Demir kritisierte die vermehrt autoritären Zustände der Türkei. In Kolumnen und Fernsehauftritten betonte er demokratische Werte, Menschenrechte und die Rechtsstaatlichkeit.
Eine Gruppe türkischer Intellektueller, einschließlich Demir, startete im Jahr 2015 eine Petition namens „Silence the Guns“. Diese strebte die Versöhnung der türkischen Regierung mit kurdischen Militanten an, um den fortlaufenden Krieg im Osten der Türkei zu beenden.
Als Reaktion auf die Verbote von Zeitungen und Fernsehsendern kritisierte Demir die Regierung in der Zeitung Yarına Bakış.
Am 20. Juli 2016 wurde Demir zusammen mit 95 Kollegen der Universität Istanbul aus seiner Tätigkeit und akademischen Position entlassen. Wegen akademischer Stellungnahmen und journalistischer Aktivitäten wurde Demir am 24. Juli um 3:30 Uhr morgens von der Polizei festgenommen. Die Polizei durchsuchte sein Haus und Büro und nahm ihn fest. Am 3. August wurde eine Untersuchungshaft verhängt. Während des Polizeigewahrsams war ihm jeglicher Kontakt zu Anwalt und Familie verwehrt worden. Grund war die angebliche Verwicklung in den Putschversuch im Juli. Demir wies jegliche Beteiligung ab und rügte öffentlich den Putschversuch in seiner Kolumne.
Regierungsnahe Medien zitieren WhatsApp-Nachrichten Demirs, wonach alles nur ein Schauspiel sei und Erdoǧan den Bürgerkrieg wolle. Es werde ihnen allen an den Kragen gehen, falls der Putsch misslinge. Dann werde ein "Ein-Mann-Faschismus" herrschen.
Am 2. September 2016 wurde Demir offiziell von seinen Pflichten an der Universität Istanbul suspendiert.
Demir wurde sieben Monate nach seiner Inhaftierung aus der Strafvollzugsanstalt Silivri entlassen, darf das Land allerdings nicht verlassen.